# Bedřich Schnirch
Bedřich Schnirch, také Šnirch, německy Friedrich Franz Schnirch (7. června 1791 Pátek nad Ohří u Loun – 25. listopadu 1868 Vídeň), byl inženýr, stavitel, císařský rada a vrchní inspektor c. k. státních drah, který proslul v 19. století především návrhy řetězových mostů. Jeho synovcem byl stavitel a inženýr Josef Emanuel Schnirch, prasynovcem pak sochař Bohuslav Schnirch.

## Život
Bedřich Schnirch studoval střední školu v Hornu a v dolnorakouské Kremži. Ve studiích pokračoval v letech 1819 až 1821 na vídeňské polytechnice. Roku 1821 vstoupil do služeb hraběte Franze Antona Magnise, majitele Strážnického panství, kde měl řídit rekonstrukce budov. Majitel panství chtěl rozšířit park za řeku a potřeboval vybudovat přístupovou komunikaci, Schnirch jako řešení navrhl technickou novinku – řetězový most (v kontinentální Evropě dosud nerealizovaný).
V roce 1842 se Schnirch stal hlavním inženýrem na vídeňském ředitelství železnic. V roce 1848 stál u založení Rakouského svazu inženýrů, roku 1864 u založení Svaz inženýrů a architektů. Od roku 1861 byl i hlavním inspektorem staveb na drahách. V roce 1863 odešel do penze.
Podle záznamu v matrice zemřelých zemřel ve věku 77 let na slabost stářím (Altersschwäche).
Za své zásluhy dostal rytířský kříž řádu Františka Josefa.

## Dílo

### Strážnický řetězový most
Vůbec první řetězový most v kontinentální Evropě byl vybudován podle Schnirchova projektu ve Strážnici přes řeku Moravu v roce 1824. Byl dlouhý 29 metrů, měl rozpětí 29,7 m a šířku 4 metry. Řetězy nebylo možné ukotvit do skály, byly proto kotveny do zděných kotevních bloků. Na každé straně mostu bylo devatenáct závěsných tyčí, které nesly podélné nosníky. Na tyto nosníky byly uloženy příčníky. Vlastní mostovka byla ze dřeva. Pro bezpečnost chodců měl most zábradlí z drátů ovinutých kolem závěsných tyčí. Most byl otevřen 8. června 1824 pro chodce a lehké i těžké povozy.
Železná konstrukce i dřevěná mostovka vyžadovaly údržbu. Bylo nutno například pravidelně obracet dřevěné příčné nosníky mostovky, aby nedocházelo k jejich trvalému průhybu. Pravděpodobně v roce 1860 byl řetězový most nakonec rozebrán (jedním z důvodů bylo zřejmě i zanedbání pravidelné údržby).
Podle zápisu v rodokmenu Schnirchovy rodiny se stavby mostu zúčastnil rovněž Schnirchův synovec, Ing. Josef Emanuel Schnirch, kterého Bedřich Schnirch v tomto období zaměstnával.

### Most přes Ohři
Základní kámen řetězového mostu přes Ohři u Žatce byl položen dne 27. července 1826. Slavnostní otevření proběhlo 4. října 1827. Z pamětní desky vyplývá, že o zdárnou výstavbu řetězového mostu se zasloužil nejvyšší purkrabí Českého království hrabě František Kolovrat, dále královské město Žatec, stavební ředitel Pavel Strobach a železárny v Rychnově. Řetězový most měl délku 64 metrů (z toho přes řeku ve volné šíři 59,72 metrů). Na severním i jižním břehu se nacházely zděné věže, mezi kterými byla natažena trojice řetězů po pravé i levé straně, a ty nesly 5,55 metru širokou mostovku. Při stavbě byly použity řetězy složené z plochých železných prvků, které vynalezl Josef Božek. V roce 1891 byl po důkladné technické kontrole zjištěn nepříznivý stav řetězů. Kovy, které byly ve zdivu pod chodníkem, podlehly masivní korozi a řetězový most byl v provozu do roku 1895, poté byl zbourán a nahrazen mostem ocelovým.

### Most císaře Františka I.
Most císaře Františka I. byl v Praze po Karlově mostě v pořadí teprve druhým trvalým mostem přes Vltavu. Vznikl v letech 1839–1841 u dnešního Národního divadla a jeho stavba stála přibližně 330 000 zlatých. Ze všech Schnirchových řetězových mostů byl největší: délka dosahovala 413 metrů, šířka mezi zábradlím byla 9 metrů. Most měl dvě části, obě podpíral mohutný prostřední pilíř na Střeleckém ostrově, založený na dřevěném roštu a na 156 dřevěných pilotách. Roku 1898 byl provoz na mostě ukončen a převeden na dřevěné provizorium.

### Stádlecký most
Most dal v letech 1847–1848 postavit podle projektu Bedřicha Schnircha a Františka Josefa Gerstnera českobudějovický podnikatel Vojtěch Lanna starší. Původně vedl přes Vltavu v Podolsku (na silnici z Tábora do Písku). Kvůli rostoucímu objemu dopravy jej ve 30. letech 20. století nahradil železobetonový Podolský most. Oba mosty zde existovaly společně osmnáct let, do roku 1960. V sedmdesátých letech 20. století byl řetězový most rozebrán a přemístěn ke Stádlci do údolí Lužnice. Slavnostní otevření obnoveného Stádleckého mostu se konalo 25. května 1975.

### Další mosty
Roku 1841 se podle Schnirchových plánů stavěl řetězový most ve Strakonicích přes Otavu o délce 42 m a o rok později řetězový most v Poděbradech přes Labe o délce 101 metrů. V roce 1845 následoval řetězový most o délce 41 m u Jaroměře, rovněž přes Labe. Z roku 1853 je řetězový most v Postoloprtech přes Ohři o délce 99 m.

### Řetězové střechy
V roce 1826 získal Schnirch výsadu na stavbu střech z kujného železa, tj. visutých nebo zavěšených střech, a společně se svým synovcem Ing. Josefem Emanuelem Schnirchem se věnoval jejich stavbě další dva roky. Racionálním důvodem pro stavbu řetězových střech byla snaha o omezení častých požárů, neboť původní dřevěné střechy vykazovaly proti vzniku požáru menší odolnost než střechy na bázi železa. Jedinou střechou, která se zachovala do dnešní doby, je střecha domu v historickém centru Banské Bystrice, na náměstí Štefana Moyzese 7. Střešní krytina je ale nahrazena klasickými eternitovými šablonami a půdní prostory řetězové střechy, jediné svého druhu na světě, jsou veřejnosti nepřístupné.